# Gundelfingen (Baden-Württemberg)
Gundelfingen è un comune tedesco di 11 573 abitanti, situato nel land del Baden-Württemberg.